# Mycteroperca fusca
Mycteroperca fusca là một loài cá biển thuộc chi Mycteroperca trong họ Cá mú. Loài này được mô tả lần đầu tiên vào năm 1838, ban đầu được xếp vào chi Serranus bởi Lowe (1836). M. fusca từng bị nhầm lẫn với Mycteroperca rubra, một loài họ hàng chỉ xuất hiện dọc theo bờ biển lục địa Tây Phi và Địa Trung Hải.

## Phân bố và môi trường sống
M. fusca có phạm vi phân bố nhỏ hẹp ở vùng biển Đông Đại Tây Dương. Loài này chỉ được tìm thấy tại 4 quần đảo thuộc nhóm Macaronesia, là Azores, quần đảo Canary, quần đảo Cabo Verde và quần đảo Madeira. M. fusca trưởng thành thường sống xung quanh các rạn san hô và rạn đá ngầm ở vùng nước sâu xa bờ, ở độ sâu khoảng 100 m trở lại. Chúng sống đơn độc, hoặc hợp thành nhóm. Cá con thường xuất hiện ở vùng nước nông. Khi trưởng thành, chúng di chuyển đến vùng nước sâu hơn.
Số lượng của M. fusca đang dần suy giảm dáng kể do bị đánh bắt quá mức, đặc biệt là ở quần đảo Canary và Azores. M. fusca được xếp vào danh sách Loài sắp nguy cấp.

## Mô tả
M. fusca trưởng thành có chiều dài cơ thể lớn nhất được ghi nhận là 86 cm (trưởng thành khi được khoảng 35 cm); tuổi thọ trung bình của chúng khoảng từ 30 đến 40 năm tuổi. Đầu và thân của cá thể trưởng thành màu nâu xám hoặc xám sẫm với các đốm màu nâu sẫm. Cá con màu nâu lục lốm đốm, với những đốm trắng nổi bật khắp cơ thể. Vây có vệt trắng và vây ngực màu vàng trong suốt.
Số gai ở vây lưng: 11; Số tia vây mềm ở vây lưng: 14 - 16; Số gai ở vây hậu môn: 3; Số tia vây mềm ở vây hậu môn: 10 - 12.